# Lasiopa caucasica
Lasiopa caucasica är en tvåvingeart som först beskrevs av Pleske 1901.  Lasiopa caucasica ingår i släktet Lasiopa och familjen vapenflugor. Inga underarter finns listade i Catalogue of Life.